# Ceratocapsus blatchleyi
Ceratocapsus blatchleyi är en insektsart som beskrevs av Henry 1979. Ceratocapsus blatchleyi ingår i släktet Ceratocapsus och familjen ängsskinnbaggar. Inga underarter finns listade i Catalogue of Life.